# Odontosciara nigra
Odontosciara nigra là một ruồi trong họ Sciaridae, thuộc chi Odontosciara. Loài này được Wiedemann miêu tả khoa học đầu tiên năm 1821.